# JSM Bejaïa
Jeunesse Sportive de Béjaïa Madinet w skrócie JSM Béjaïa – algierski klub piłkarski z siedzibą w Bidżaji, grający w drugiej, a niegdyś w pierwszej lidze algierskiej.

## Sukcesy
- I liga[2]:
  - wicemistrzostwo (2): 2010/2011, 2011/2012.

- Puchar Algierii[3]:
  - zwycięstwo (1): 2008.

## Występy w afrykańskich pucharach
| Sezon | Rozgrywki           | Runda   | Kraj                     | Klub                           | Dom | Wyjazd | Dwumecz        |
| ----- | ------------------- | ------- | ------------------------ | ------------------------------ | --- | ------ | -------------- |
| 2008  | Puchar Konfederacji | 1       | Tunezja                  | Club Sportif Sfaxien           | 1–1 | 0–1    | 1–2            |
| 2009  | Puchar Konfederacji | 1       | Senegal                  | ASC Yakaar                     | 4–1 | 1–1    | 5–2            |
| 2009  | Puchar Konfederacji | 2       | Mali                     | Stade Malien                   | 1–1 | 0–1    | 1–1 (k. 12–13) |
| 2012  | Liga Mistrzów       | 1       | Czad                     | Foullah Edifice FC             | 3–1 | 0–0    | 3–1            |
| 2012  | Liga Mistrzów       | 2       | Wybrzeże Kości Słoniowej | Academie de Foot Amadou Diallo | 1–2 | 0–3    | 1–5            |
| 2013  | Liga Mistrzów       | wstępna | Niger                    | Olympic FC de Niamey           | 3–0 | 0–0    | 3–0            |
| 2013  | Liga Mistrzów       | 1       | Ghana                    | Asante Kotoko SC               | 0–0 | 1–1    | 1–1            |
| 2013  | Liga Mistrzów       | 2       | Tunezja                  | Espérance Tunis                | 0–0 | 0–1    | 0–1            |
| 2013  | Puchar Konfederacji | 1       | Tunezja                  | Étoile Sportive du Sahel       | 2–2 | 1–2    | 3–4            |

## Stadion
Domowe mecze klub rozgrywa na stadionie o nazwie Stade de l'Unité Maghrébine w Bidżaji. Stadion może pomieścić 19000 widzów.